# Acalypha bisetosa
Acalypha bisetosa là một loài thực vật có hoa trong họ Đại kích. Loài này được Bertol. ex Spreng. mô tả khoa học đầu tiên năm 1826.